# Faravahar

Faravahar

Faravahar (nebo Farohar) je jeden z nejznámějších symbolů zoroastrismu, íránského dualistického náboženství (zakladatelem byl prorok Zarathuštra, řecky Zoroaster).

## Popis
Faravahar je zobrazován jako okřídleny disk, z něhož vystupuje lidská postava s prstenem v ruce. Křídla po stranách, stejně jako ocas v dolní části, mají tři řady per. Vedle ocasu jsou dva fáborky.

## Symbolika
Faravahar symbolizuje základní zoroastriánskou filozofii. Okřídlený disk je ovlivněn egyptským okřídleným sluncem, které symbolizuje božské království. Kruh ve středu symbolizuje nesmrtelnost lidské duše a věčnost vesmíru. Lidské tělo symbolizuje lidstvo, ruka směřující vzhůru naznačuje, že cesta do nebe vede skrze spravedlnost, zatímco prsten v druhé ruce představuje věrnost a dodržování zaslíbení. Tři vrstvy per na křídlech symbolizují dobrá slova, dobré myšlenky a dobré skutky. Tři vrstvy per na ocase symbolizují špatná slova, špatné myšlenky a špatné činy, které každému jednotlivci přinášejí neštěstí a bídu. Dva fáborky v dolní části symbolizují dualitu dobra a zla.

## Etymologie
Perské slovo Faravahar je odvozeno ze starověkého íránského / avetsanského slova „Fravarane“, znamenající „vybírám si“. Termín je také spojován s „Fravashim“, strážným andělem a průvodcem, který je ve skutečnosti božskou součástí lidské duše. Fravashi je vyšší individualita, která, když člověk zemře, přesahuje do nebe.

## Užití
Faravahar byl použit např. od roku 1933 na znaku íránského šáha (Rezá Šáh Pahlaví, od roku 1944 do roku 1979 Muhammad Rezá Pahlaví).